# Gran Premi d'Àustria del 2003
Resultats del Gran Premi d'Àustria de Fórmula 1 de la temporada 2003, disputat al circuit de A1-Ring el 18 de maig del 2003.

## Resultats
| Pos | No | Pilot                 | Equip              | Voltes | Temps/ Retirada          | Pos. de sortida | Punts |
| --- | -- | --------------------- | ------------------ | ------ | ------------------------ | --------------- | ----- |
| 1   | 1  | Michael Schumacher    | Ferrari            | 69     | 1h 24' 04. 888           | 1               | 10    |
| 2   | 6  | Kimi Räikkönen        | McLaren - Mercedes | 69     | + 3.362 s                | 2               | 8     |
| 3   | 2  | Rubens Barrichello    | Ferrari            | 69     | + 3.951 s                | 5               | 6     |
| 4   | 17 | Jenson Button         | BAR - Honda        | 69     | + 42.243 s               | 7               | 5     |
| 5   | 5  | David Coulthard       | McLaren - Mercedes | 69     | + 59.740 s               | 14              | 4     |
| 6   | 4  | Ralf Schumacher       | Williams - BMW     | 68     | + 1 Volta                | 10              | 3     |
| 7   | 14 | Mark Webber           | Jaguar - Cosworth  | 68     | + 1 Volta                | 17              | 2     |
| 8   | 7  | Jarno Trulli          | Renault            | 68     | + 1 Volta                | 6               | 1     |
| 9   | 15 | Antônio Pizzonia      | Jaguar - Cosworth  | 68     | + 1 Volta                | 8               |       |
| 10  | 21 | Cristiano da Matta    | Toyota             | 68     | + 1 Volta                | 13              |       |
| 11  | 12 | Ralph Firman          | Jordan - Ford      | 68     | + 1 Volta                | 16              |       |
| 12  | 16 | Jacques Villeneuve    | BAR - Honda        | 68     | + 1 Volta                | 12              |       |
| 13  | 18 | Justin Wilson         | Minardi - Cosworth | 67     | + 2 Voltes               | 18              |       |
| Ret | 11 | Giancarlo Fisichella  | Jordan - Ford      | 60     | Prob. amb el combustible | 9               |       |
| Ret | 9  | Nick Heidfeld         | Sauber - Petronas  | 46     | Motor                    | 4               |       |
| Ret | 8  | Fernando Alonso       | Renault            | 44     | Motor                    | 19              |       |
| Ret | 3  | Juan Pablo Montoya    | Williams - BMW     | 32     | Motor                    | 3               |       |
| Ret | 20 | Olivier Panis         | Toyota             | 6      | Suspensions              | 11              |       |
| Ret | 19 | Jos Verstappen        | Minardi - Cosworth | 0      | Embragatge               | 20              |       |
| NVS | 10 | Heinz Harald Frentzen | Sauber - Petronas  | 0      | Embragatge               | 15              |       |

## Altres
- Pole: Michael Schumacher 1' 09. 150

- Volta ràpida: Michael Schumacher 1' 08. 337 (a la volta 41)